# Chlidaspis asiatica
Chlidaspis asiatica är en insektsart som först beskrevs av Archangelskaya 1930.  Chlidaspis asiatica ingår i släktet Chlidaspis och familjen pansarsköldlöss. Inga underarter finns listade i Catalogue of Life.